# Bildmanipulering

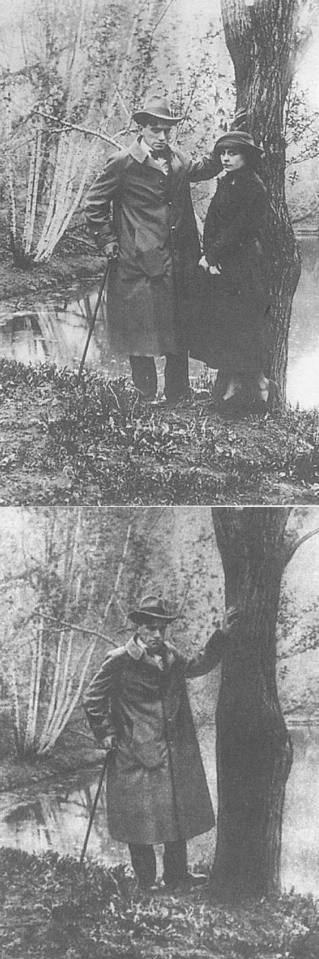
Fotografiet av Vladimir Majakovskij och Lilja Brik från 1918 blev av politiska hänsyn retuscherat i officiella sovjetryska publikationer på 1960-talet.

Bildmanipulering, fotomanipulation eller retusch är att ändra ett originalfoto så att det delvis får nytt innehåll och ändrar betydelse i olika grader. Som regel inte mer än att man kan känna igen stora delar av utgångsbilden. Fotomanipulation kan också innebära att sätta samman flera fotografier till en ny komposition, även om sådana bilder i konstsammanhang vanligtvis kallas fotomontage eller collage.

## Teknik
Numera används oftast datorer tillsammans med speciella bildbehandlingsprogram, exempelvis Adobe Photoshop eller GIMP. Fysisk klippning och limning är därmed oftast inte längre nödvändigt för att göra collage och fotomontage.

## Användning
Fotomontage och collage har traditionellt använts för att framställa konstnärligt intressanta kompositioner, eller för att förmedla en visuell idé tydligare. Målet kan vara rent pedagogiskt och kommunikativt, det vill säga för att förklara ett förhållande visuellt, men sammanställningarna är ofta medvetet surrealistiska och humoristiska. Fotomanipulationsmetoden retuschering kan också användas för att städa upp ”stökiga” och oklara motiv eller för att försköna motivet, och retuschering används i alla slags bilder från landskap till mode. Fotomanipulation kan dessutom användas för att förfalska fotografisk dokumentation eller för att medvetet vilseleda.

## Kritik
I modern tid har 'överretuscherade' bilder från modeindustrin och manipulerade bilder från nyhetsvärlden orsakat starka reaktioner. Det finns exempel på att fotografer lagt till rök och extra missiler i nyhetsbilder, och att man i modeindustrin manipulerat modellers kroppar för att se betydligt smalare och yngre ut. Flera nyhetsredaktioner har efter massiv kritik infört regler om att deras nyhetsbilder inte får bildbehandlas i dator alls, inte ens beskäras eller omvandlas till svartvita bilder.

### Märkningslag för sociala medier i Norge
I juni 2021 införde Norge en reglering som krävde att reklamarbetare, kändisar och influencers tydligt märker foton där en fotograferad kropp har retuscherats avseende kroppsstorlek, form eller hy har ändrats med retuschering. Fotona skall märkas med en standardetikett som utformats av Barne- og familiedepartementet(no)Detta var en del i Norges lagar som reglerar marknadsföring.

## Exempel

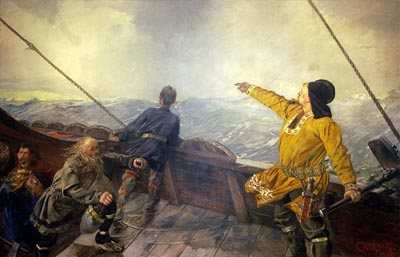
Bild av originalmålning av Christian Krohg.
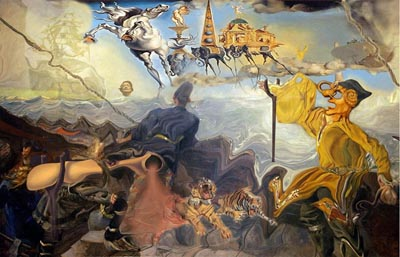
Kollage med titeln Starkt mjöd, sammansatt av bilder av originalmålning av Christian Krohg och Salvador Dalí.
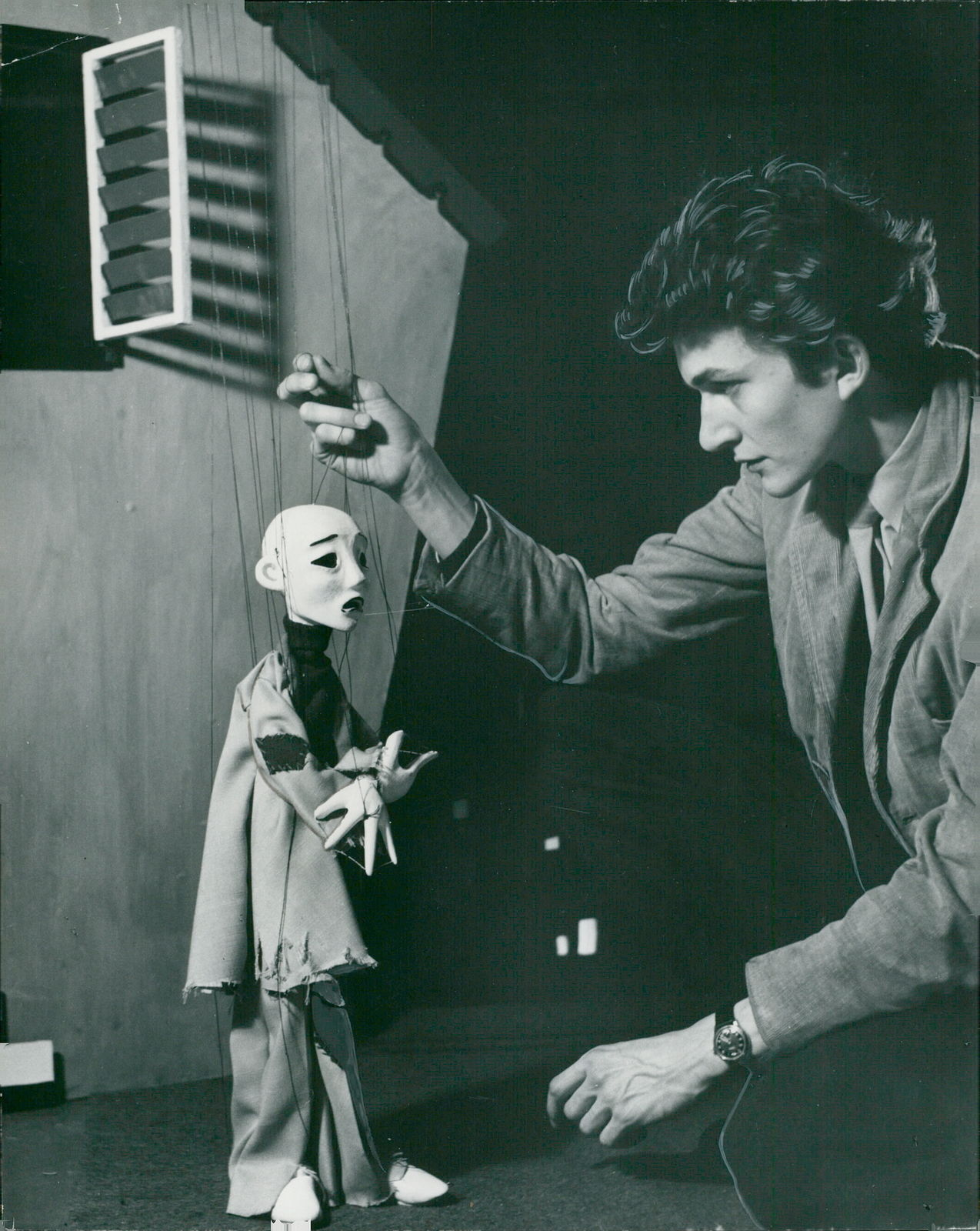
En bild med mycket tydlig retusch på håret.